# Оцелень (Васлуй)
Оцелень, Оцелені (рум. Oțeleni) — село у повіті Васлуй в Румунії. Входить до складу комуни Хочень.
Село розташоване на відстані 276 км на північний схід від Бухареста, 22 км на південний схід від Васлуя, 74 км на південний схід від Ясс, 123 км на північ від Галаца.

## Населення
За даними перепису населення 2002 року у селі проживали 638 осіб, з них 635 осіб (99,5%) румунів. Усі жителі села рідною мовою назвали румунську.